# IJsclub Eindhoven
De IJsclub Eindhoven is een schaatsvereniging in de Nederlandse stad Eindhoven. De meeste activiteiten van de vereniging vinden plaats in het IJssportcentrum Eindhoven.
De vereniging is opgericht in 1946.
Jaarlijks wordt de Nacht van Eindhoven georganiseerd, een toertocht met afstanden van 25 tot 200 kilometer.